# 私は代行屋!事件推理請負人
『私は代行屋!事件推理請負人』（わたしはだいこうや!じけんすいりうけおいにん）は、2012年から2020年までテレビ朝日系で放送されたテレビドラマシリーズ。全5回。制作は朝日放送とThe icon。主演は高畑淳子。
タイトルは『私は代行屋!晴子の事件推理』（第1作） → 『私は代行屋!事件推理請負人』（第2作 - ）。
放送枠は「土曜ワイド劇場」（第1作 - 第4作）、「日曜プライム」（第5作）。

## 概要
「はあとふるサポート」は浅草に所在するサービス会社。クライアントが要望する、ありとあらゆる人物のなり代わりを業としている。便利屋や家事代行業と違い「人物」に特化した代行となっている。社のシンボルマークは「誰もが抱えている、心のジグソーパズルの欠けた部分を埋める、1ピースになりたい」という意味である。
ドラマは、その会社のスタッフが、誰かの人物代行を行うことで事件に巻き込まれることからスタートし、クライアントの依頼の裏に迫ることで事件の解決へと向かっていく。

## 登場人物

### はあとふるサポート
葛城晴子
演 - 高畑淳子
社員。本作の主人公。高校時代演劇部に所属していたスキルを活かし、千差万別の人物を全身全霊で演じきり、依頼人の心の空白を埋める。3年前消防士だった夫が殉職し、心の空白を埋めきれなかった時、ある公園で出会ったホームレスの老婆に、辛い心の内を打ち明ける。その時、自分の心の奥底に「一番話したい誰かに、自分の心の内を聞いて欲しかった」という感情があったことに気づいたことがきっかけとなり、はあとふるサポートの求人広告と出会い、現在に至る。
小塚賢治
演 - 綱島郷太郎
社員。晴子が事件に巻き込まれた際は、同じ社員の大倉真紀と共にサポートをする事もある。
大倉真紀
演 - 宮下ともみ
社員。晴子が事件に巻き込まれた際は、同じ社員の小塚賢治と共にサポートをする事もある。
星川護
演 - 小野武彦
社長。晴子との面接の際、人物代行業の仕事の本質を見抜いた晴子に感銘する。また、事件に巻き込まれた際も独自に調査する晴子を止める事はせず、むしろ業務と称して調査を認める。

### 警視庁捜査一課
乾寛二
演 - 近藤芳正
刑事。階級は警部。葛城晴子の高校時代の演劇部の後輩。殺人事件の捜査の度に立ち会う事に加えて事件に首を突っ込もうとする晴子の事を良しとは思っていないものの、それでも先輩後輩の関係から基本は彼女に逆らえない場合もあり、時には晴子に押し切られて事件捜査の概要や状況、情報などを漏らしている。
服部学
演 - 宮島楠人（第1作）
刑事。乾の後輩。
柴田明良
演 - 生島勇輝（第2作 - ）
刑事。乾の後輩。晴子から乾が演劇部の後輩である事を知らされた後は、時折演劇部の話題を持ち出しては乾をからかっている。

### その他
葛城俊哉
演 - 神永圭佑
葛城晴子の息子。第1作では一浪中だったが、第2作からは合格して大学に通っている。

### ゲスト
第1作「バージンロードを奪った殺人犯！謎の遺留品が語る母娘の愛憎!! 少女が苦悩する27年前の殺人事件に驚愕の真実！」（2012年）
- 吉村彩乃（宮園総合病院 医師・夏美の担当医） - 東風万智子（幼少期：遠藤璃菜 / 小学生：池田優佳）
- 広瀬瑞希（遼平の婚約者） - 小野真弓
- 磯村茂則（27年前の事件の夏美側の弁護士） - 津嘉山正種
- 老婆（葛城晴子が代行屋になるきっかけになったホームレス） - 今井和子
- 副島剛志（ヤクザ・夏美と組んで偽造結婚を行う） - 春田純一
- 岩崎要（遼平の父） - 剛たつひと
- 山内浩輔（遼平のいとこ・第1被害者） - 小林正寛
- 宮沢多江（スナック「セレ」ママ） - 長谷川稀世
- 和田シズ（冒頭の入院患者） - 久松夕子
- 岩崎百合（遼平の母） - 三谷侑未
- 岩崎遼平（有名バッグメーカーの創業者の息子） - 寺井文孝
- 沢渡広樹（27年前 夏美に殺害された被害者） - 吉田裕貴
- 倉田和成（冒頭の晴子の依頼主） - 藤堂新二
- スナック「セレ」の常連客 - 斉藤清六
- 昔の広瀬家の隣人 - 喜多道枝
- 主婦 - 高崎佳代
- 和田シズの娘 - 花山佳子
- 菅原夏美（瑞希の母・瑞希が1歳の時から音信不通） - 烏丸せつこ
- 川奈龍平、小島康志、中脇樹人、杉山文雄、川崎侑芽子、奥山隆、多賀健祐、稲葉大助、滝澤晴幸、石坂悦子、骨川道夫、神崎孝一郎

第2作「放火殺人の罠!? 老舗料亭の跡目を巡る骨肉の争い！ハイエナと呼ばれた女の復讐劇！異母姉妹の幼き記憶が呼び覚ます愛憎の殺意」（2013年）
- 瀧川千尋（瀧川家長女・先代と前妻の娘・居酒屋チェーン「シスターテイル」役員） - 京野ことみ（幼少期：有馬花怜）
- 瀧川樹里（瀧川家次女・真弓の実娘・車椅子生活） - 黒川智花（幼少期：勝呂音々）
- 樋口誠司（料亭「重衡」の贔屓客） - 神保悟志
- 瀧川昭吾（料亭「重衡」専務・先代の弟・第1被害者） - 田中隆三
- 妹尾勝則（居酒屋チェーン「シスターテイル」社長） - 深沢邦之
- 瀧川直人（瀧川家長男・真弓の息子・樹里の弟・デザイナー志望） - 若葉竜也
- 本間恵美（料亭「重衡」仲居頭） - 増子倭文江
- 森安子（料亭「重衡」仲居） - 菜葉菜
- 神山孝介（料亭「重衡」板長） - 俊藤光利
- 新井希（料亭「重衡」仲居） - 岡村いずみ
- 藤城崇（ライン金融 社員・元闇金業者） - 天田益男
- 千尋に店を売った定食屋の主人と妻 - 岩崎ひろし、曽川留三子
- 相崎 - 田尻宰
- 警視庁警察官 - 宮地大介
- 山野 - 吉永秀平
- 菅原慎一（アダルトサイト詐欺監禁被害者） - 渋谷謙人
- 華風堂 店員 - 小川隆市
- アダルトサイト詐欺チームメンバー - 伊藤竜翼、北村圭吾
- 老人 - 木下貴夫
- 客 - 骨川道夫
- 鑑識 - 田中清貴
- 料亭「重衡」仲居 - 菊川史織、田中小夜美、大山貴華
- 料理人 - 及川晴喜、池内直樹
- 従業員 - 高橋弾
- 瀧川真弓（料亭「重衡」女将・先代の後妻） - 朝加真由美
- 小田竜世、堤隆博、柴田孝介、橋本仁、横溝太一、加藤凛太郎

第3作「不倫医師殺人！銀座ホステスを襲う謎の黒革の手帳!? 七色のバラに隠された愛娘の秘密！夜の女帝壮絶バトル」（2014年）
- 松尾千明（花屋「銀座 花工房」店員） - 三倉茉奈
- 絵美（クラブ「エルゼ」チーママ） - 高野志穂
- 若杉啓之（保育所「ふぁみーず」顧問弁護士） - 斉藤陽一郎
- 石倉浩文（クラブ「エルゼ」支配人） - 蟹江一平
- 雪奈（クラブ「エルゼ」ホステス） - 三津谷葉子
- 舞（クラブ「エルゼ」ホステス） - 篠原真衣
- 手島高志（手島技建 社長） - 乃木涼介
- 大迫昌也（東都大学病院 医師・絵美の客・第1被害者） - 篠塚勝
- 向井景子（クラブ「エルゼ」ママ） - 三輝みきこ
- 大迫淑江（大迫の妻・保育所「ふぁみーず」社長） - 田中美奈子
- 宮松オーロラクリニック 看護師 - 上杉二美
- 沙希の常連客 - 田島俊弥
- クラブ「エルゼ」ボーイ - 瀬戸祐介
- 警視庁銀座警察署 署員 - 桜井聖
- 沙希の客 - 唐渡亮
- 客B - 西村誠治
- バーテン - 黒田カントリークラブ
- 美容師 - 丸岡真由子
- 6年前の「ふぁみーず渋谷園」保育士 - 早川亜希
- 夜間託児ルーム「はっぴぃきっず」保育士 - 竹村叔子
- 北原美優（沙希の娘・宮松オーロラクリニック 入院患者） - 中山和奏
- クラブ「エルゼ」ホステス - 古川真奈美、設楽あず、真優香、植竹蓮
- 沙希（クラブ「エルゼ」ホステス） - 三浦理恵子
- 大島啓、中田春介、松林栄一、傳田敦司、中村英香、田中崇士

第4作「旅館女将を代行！金沢・片山津温泉・東京を結ぶ殺人ルート！跡目争いを巡るお家騒動!?」（2015年）
- 真田亮子（金沢観光アカデミー 教務課長） - 雛形あきこ
- 小柳香里（「加賀観光ホテル」新人仲居） - 藤澤恵麻（中学生：渡辺優奈）
- 安斎誠二（加賀蒔絵の職人） - 葛山信吾
- 城山敏正（「一条会」理事・創業者の娘婿） - 山崎銀之丞
- 徳永君子（「一条会」顧問・創業者の妻） - 立石涼子
- 緒方哲男（金沢観光アカデミー 学長） - 伊藤正之
- 山口沙絵 （金沢観光アカデミー 学生・おもてなし隊 隊員） - 中村映里子
- 佐々木直人（「加賀観光ホテル」の客） - 三又又三
- 徳永久志（「一条会」理事・創業者の息子） - 筒井巧
- 高村裕司（「一条会」経理部長） - 井上智之
- 金沢観光アカデミー 職員 - 佐藤裕
- 谷崎真弓（「加賀観光ホテル」仲居頭） - 野々村のん
- 畑山実（「加賀観光ホテル」支配人） - 山口晃
- 本庄郁美 （「一条会」元企画課長・去年 マンションのベランダから転落死） - 中村綾
- 本庄（郁美の母） - 山本与志恵
- 「加賀観光ホテル」の客 - 高橋ひろ子
- 長谷川康行（石川県警察 刑事） - 福澤重文
- もえ（「加賀観光ホテル」仲居） - 筒井萌子
- るり（「加賀観光ホテル」仲居） - 仲村瑠璃亜
- 金沢観光アカデミー 学生 - 中野亮輔
- 「一条会」職員 - 山元隆弘
- 金沢総合病院 看護師 - 朝見心

第5作（2020年）
- 杉浦瞳（明香の付き人） - 星野真里
- 高橋元樹（電機メーカーの部長・タワーマンション「ヘルタタワー」2101号室の住人） - 菅原大吉
- 尾高典史（オダカホールディングス 会長） - 池田成志
- 本多達彦（エマホテル 元社長・タワーマンション「ヘルタタワー」2807号室の住人） - 遠山俊也
- 森園明香（女優・タワーマンション「ヘルタタワー」最上階の住人） - 久世星佳
- 広岡康人（タワーマンション「ヘルタタワー」理事会長） - 佐々木勝彦
- 森園拓海（明香の息子） - 前田航基
- 唐島夏子（オダカホールディングス レストラン部門の部長・タワーマンション「ヘルタタワー」最上階の住人） - 加茂美穂子
- 平野（健司の父） - 嶋崎伸夫
- 平野理恵（健司の母） - 吉本選江
- 平野健司（エマホテル 従業員・3年前ホテル火災で死亡） - 田村健太郎
- 大西（大西メタル加工 社長・大西次郎の息子） - 平尾仁
- 大西（大西の妻） - 藤井佳代子
- タワーマンション「ヘルタタワー」住人 - 和泉佑三子、ガンビーノ小林、ボブ鈴木
- 今井（仁藤のアパートの隣人） - 菅裕輔
- 八百屋店主 - 前田ばっこー
- 仁藤祐介（元派遣社員） - 澤村穣
- 人材派遣「ギブスタッフ」事務員 - 原妃とみ
- 人材派遣「ギブスタッフ」受付OL - 米持愛梨
- 菅原爽太（礼子の息子・3年前ホテル火災で死亡） - 小野塚雅人
- 高橋友紀（元樹の娘・3年前ホテル火災で死亡） - 二階堂梨花
- 岩崎礼子（書道家・タワーマンション「ヘルタタワー」2707号室の住人） - 藤真利子

## スタッフ
- 脚本 - 松本美弥子
- 監督 - 赤羽博、日比野朗、本田隆一、伊藤寿浩
- 選曲 - 石井和之
- 編集 - 新井孝夫（アムレック）、山田典久
- 医療監修 - 堀エリカ
- スタントコーディネーター - 釼持誠、伊勢田隆弘
- VFX - PAGODA
- 音響効果 - スポット（第2作）
- 技術協力 - ビデオスタッフ
- 美術協力 - フジアール
- ポスプロ - ブル（第1作）
- プロデューサー - 飯田新（ABC / 第1作 - ）、深沢義啓（ABC / 第1作）、志村彰（The icon / 第1作 - ）、関川友理（The icon / 第2作 - ）
- 制作 - ABC、The icon

## 放送日程
| 話数 | 放送日         | サブタイトル | 脚本       | 監督     | 視聴率 |
| ---- | -------------- | --- | ---------- | -------- | ------ |
| 1    | 2012年08月18日 | バージンロードを奪った殺人犯！謎の遺留品が語る母娘の愛憎!! 少女が苦悩する27年前の殺人事件に驚愕の真実！                | 松本美弥子 | 赤羽博   | 12.0%  |
| 2    | 2013年11月02日 | 放火殺人の罠!? 老舗料亭の跡目を巡る骨肉の争い！ ハイエナと呼ばれた女の復讐劇！異母姉妹の幼き記憶が呼び覚ます愛憎の殺意 | 松本美弥子 | 日比野朗 | 11.0%  |
| 3    | 2014年11月15日 | 不倫医師殺人！銀座ホステスを襲う謎の黒革の手帳!? 七色のバラに隠された愛娘の秘密！夜の女帝壮絶バトル                    | 松本美弥子 | 本田隆一 | 11.2%  |
| 4    | 2015年08月22日 | 旅館女将を代行！金沢・片山津温泉・東京を結ぶ殺人ルート！ 跡目争いを巡るお家騒動!?                                      | 松本美弥子 | 本田隆一 |        |
| 5    | 2020年03月22日 | | 松本美弥子 | 伊藤寿浩 |        |

- 視聴率はビデオリサーチ調べ、関東地区・世帯